# チャボウシノシッペイ属
チャボウシノシッペイ属 Eremochloa はイネ科の植物の群。単一の棒状の総に鱗状に張り付いた形の小穂をつける。

## 特徴
背の低い多年生の草本。花序は花茎の先端に生じ、単一の総(小穂のつく枝)からなる。総には鱗状に張り付いた形で小穂をつけ、成熟すると総は節毎にばらばらになって小穂と共に脱落する。節間は棍棒状となっている。小穂はそれぞれ有柄のものと無柄のものが対をなして生じ、このうち無柄の小穂が結実し、有柄小穂は退化して柄を残すのみとなるか、存在したとしても剛毛状に残るのみである。無柄小穂のカルスは瘤状で時に中央の下部に瘤状の突起を生じる。第1包頴は紙質から革質になっており、両側に竜骨があり、ここに櫛状の棘を生じる。また包頴の先端はしばしば翼状に突き出ている。第1小花は雄性で第2小花が両性花となる。

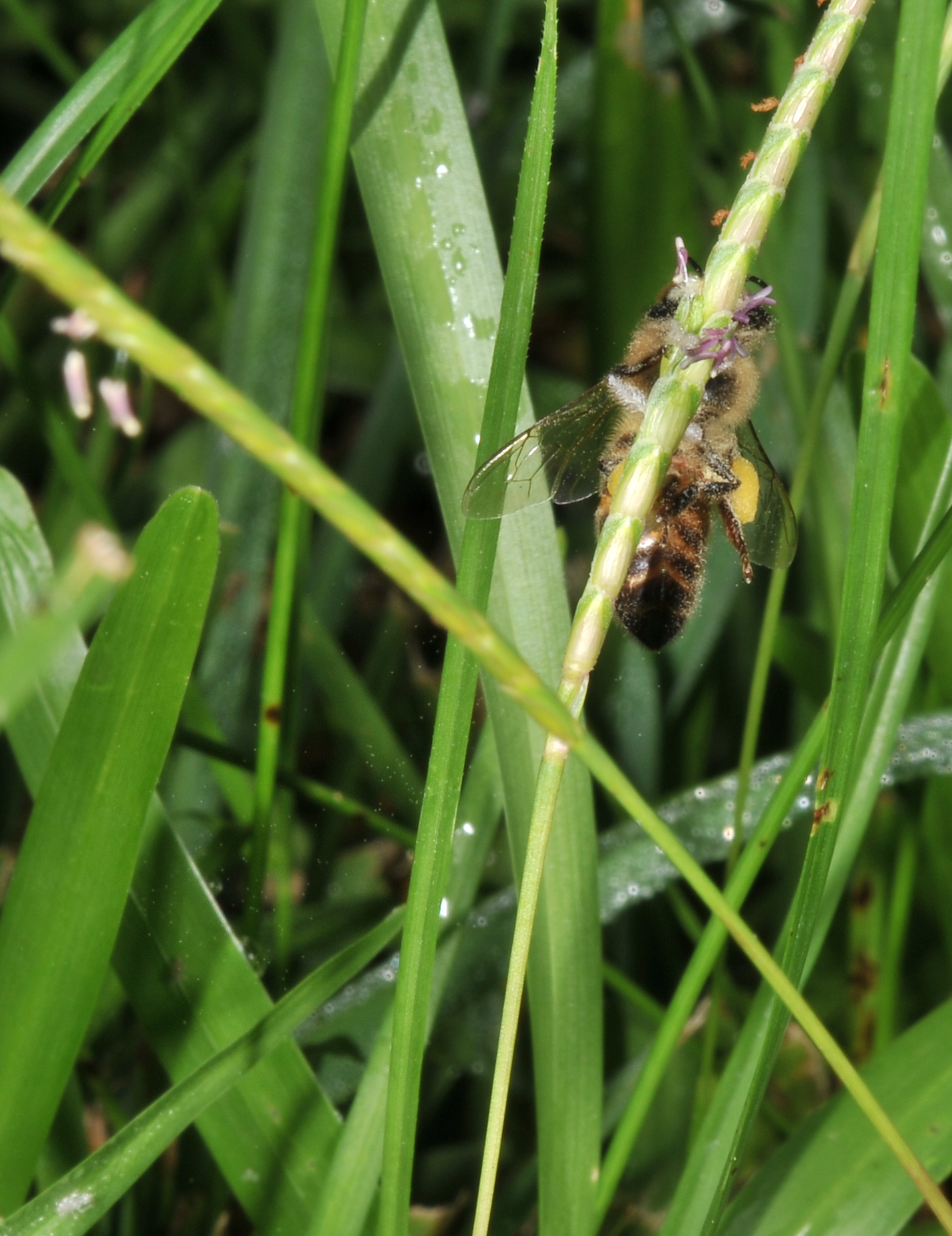
穂の形と葉の形 チャボウシノシッペイ・以下も同じ
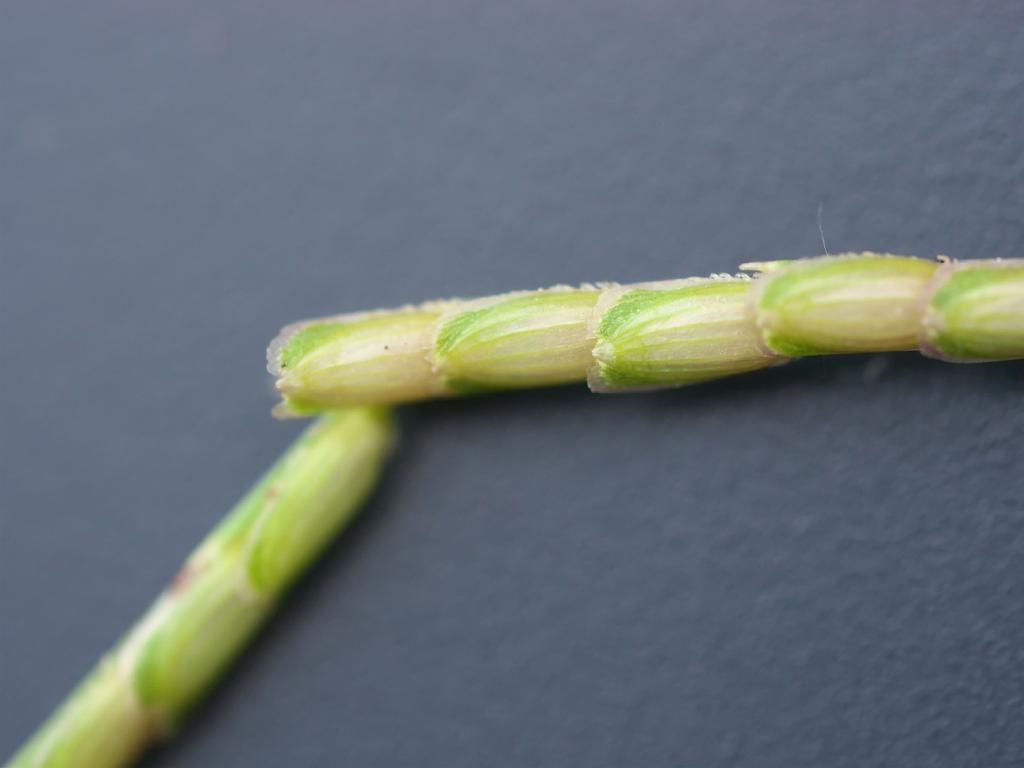
穂の一部
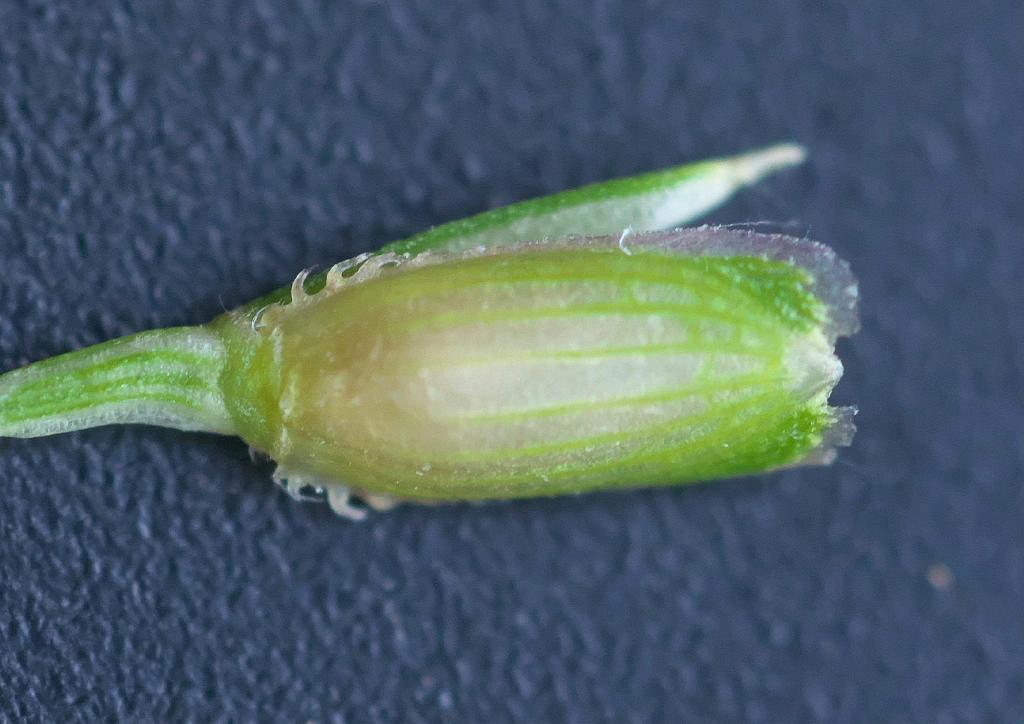
無柄小穂の背面 そばに有柄小穂が突き出している。

## 分布と種
インドから中国にかけて、およびオーストラリアに計9種が知られ、おおむね背丈の低い草原に見られる。
日本には在来種はなく、以下の種が帰化植物として暖地に見られる。
- E. ophiuroides チャボウシノシッペイ

## 近似の群など
本属と同様に総の主軸が太くなっており、そこに無柄小穂と有柄小穂の対が張り付いたようになっているものにウシノシッペイ属、ツノアイアシ属、カモノハシ属、アイアシ属などがあり、特に最初の二つは1つの柄につく総が単独である点でよく似ている。ただしウシノシッペイ属のものは成熟後に総が節毎に分離することがない。ツノアイアシ属は総が節毎に分かれる点で本属に似ているが、小穂が太くなった総の表面のくぼみに納まること、無柄小穂の第1包頴の縁に櫛状の突起などがないことで区別される。この属にはやはり帰化種でツノアイアシがあるが、この植物は一年生で、直立して育ち、背丈が時に2mに迫る大柄な植物である。

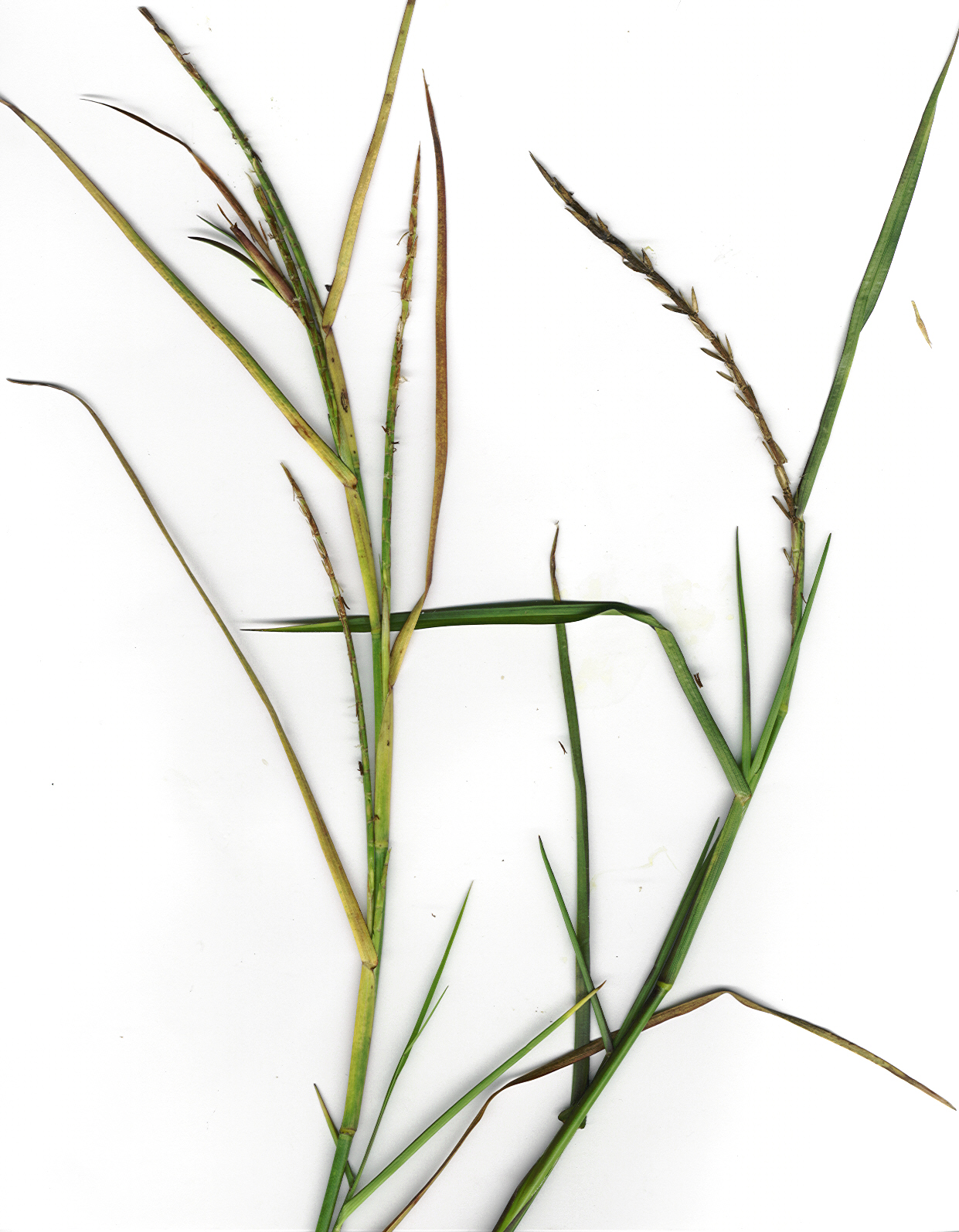
ウシノシッペイ属 Hemarthria altissima
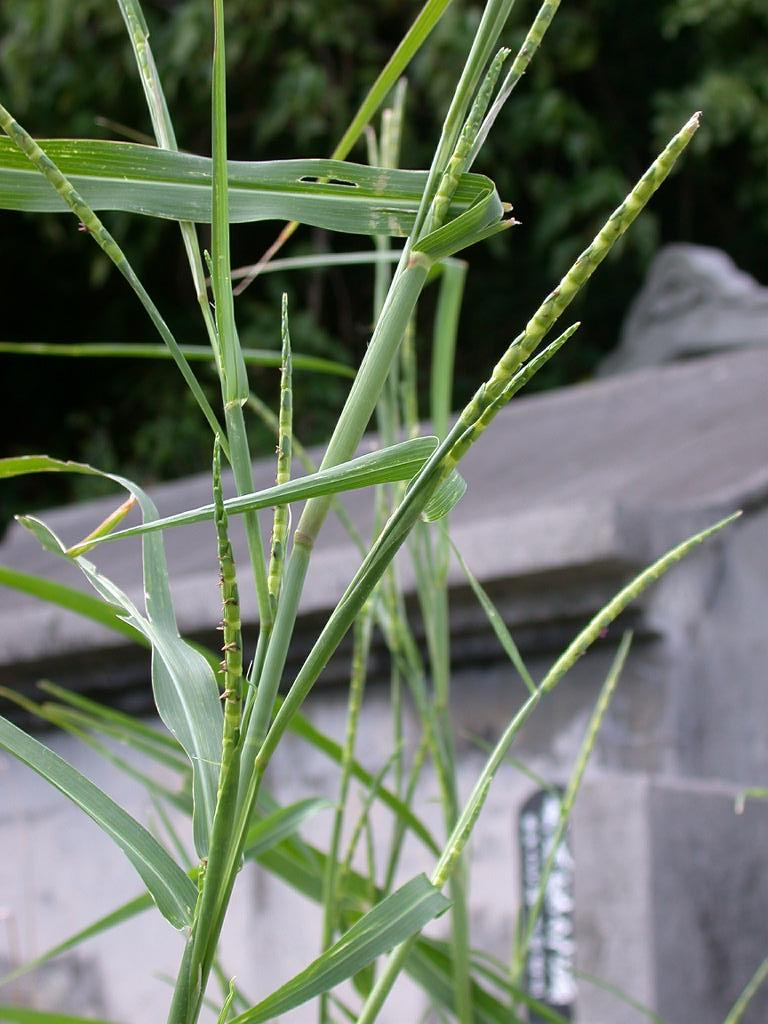
ツノアイアシ属 ツノアイアシ
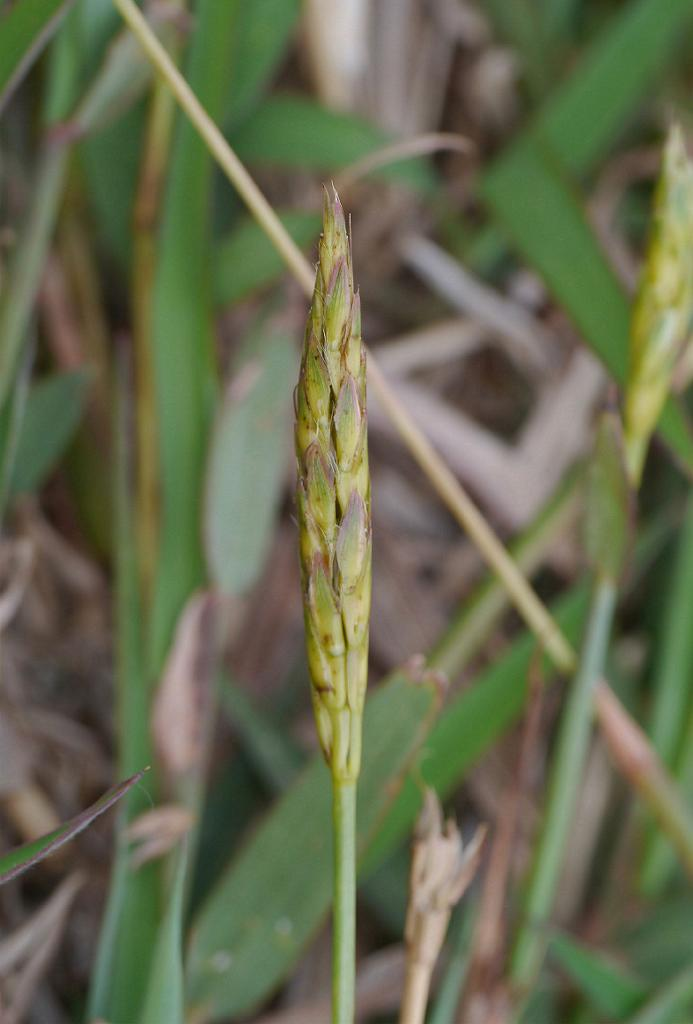
カモノハシ属 カモノハシ

## 利害
チャボウシノシッペイは芝生に用いられる他、水田の畦や法面に植栽するために用いられる。